# Kalme (Kuusalu)
Kalme – wieś w Estonii, w prowincji Harju, w gminie Kuusalu.